# Ecsenius bimaculatus
Ecsenius bimaculatus és una espècie de peix de la família dels blènnids i de l'ordre dels perciformes.

## Morfologia
- Els mascles poden assolir 4,5 cm de longitud total i les femelles 2,7.[1][2]

## Reproducció
És ovípar.

## Hàbitat
És un peix marí de clima tropical i associat als esculls de corall.

## Distribució geogràfica
Es troba a les Filipines i el nord-est de Borneo (Sabah, Malàisia).